# گرجین تپه
گرجین تپه مربوط به دوران‌های تاریخی پس از اسلام است و در شهرستان نکا، بخش قره طغان، روستای اطرب واقع شده و این اثر در تاریخ ۲۵ اسفند ۱۳۸۰ با شمارهٔ ثبت ۵۴۱۸ به‌عنوان یکی از آثار ملی ایران به ثبت رسیده است.